# Buste de Charlemagne

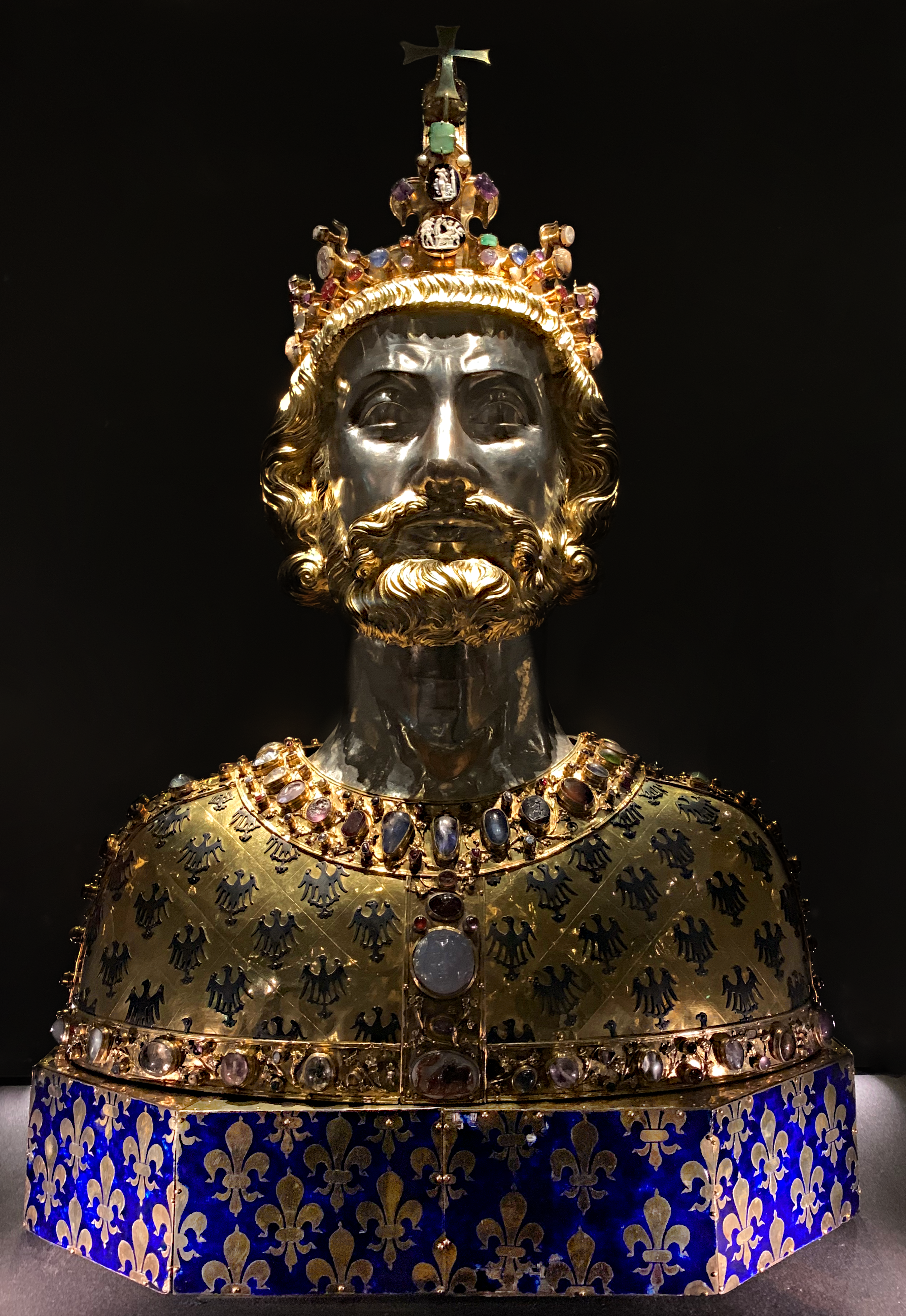
Buste de Charlemagne, dans le trésor de la cathédrale d'Aix-la-Chapelle

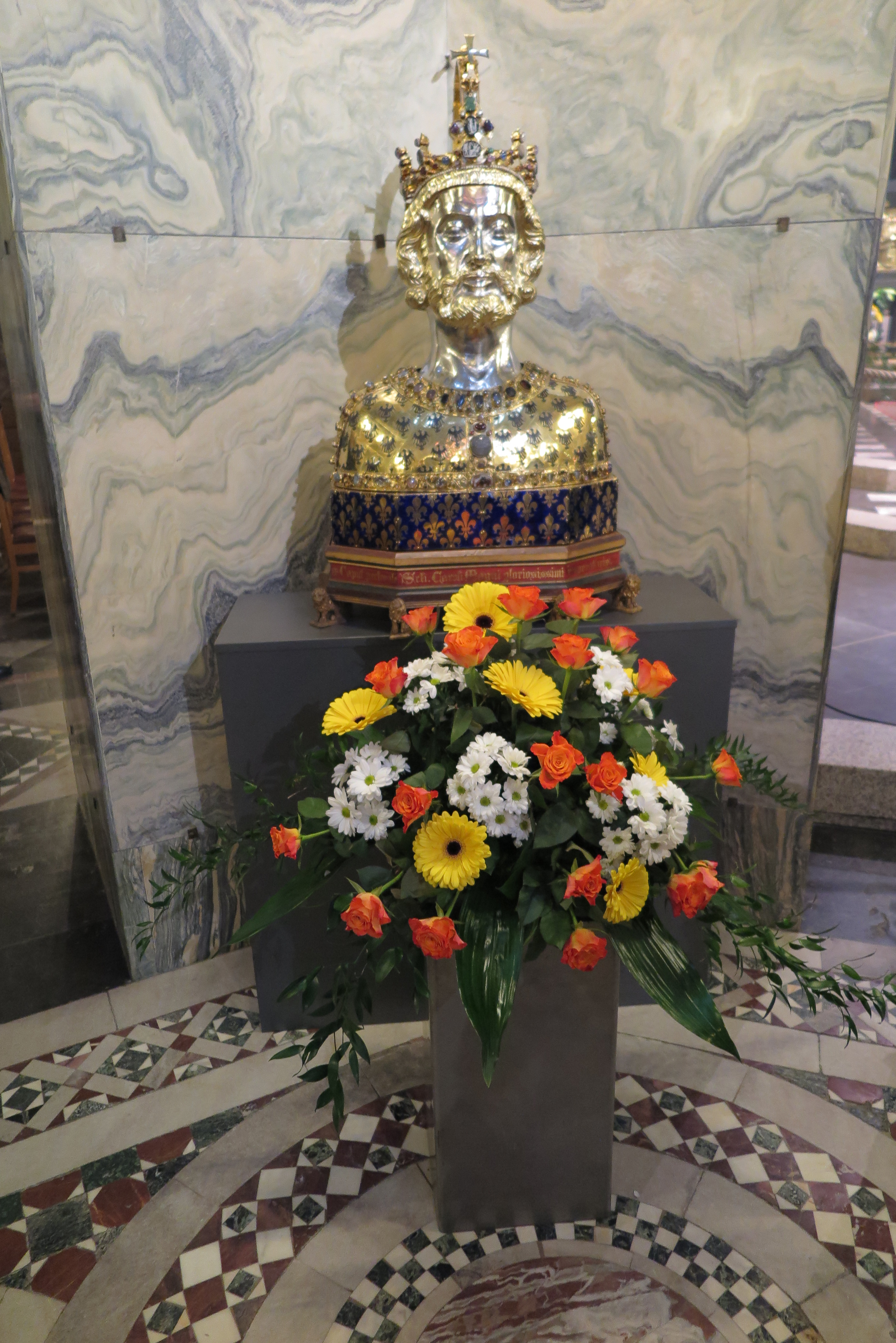
Le buste présenté pour la Karlsfest à la cathédrale d'Aix-la-Chapelle.

Le buste de Charlemagne est un reliquaire, réalisé en 1350, ayant la forme du buste de Charlemagne, dans lequel est déposé son calvarium, en tant que relique. Ce reliquaire fait partie de la collection du moyen-âge tardif de la cathédrale d'Aix-la-Chapelle et est exposé dans sa salle du trésor. Le buste de Charlemagne est l'un des plus importants témoins de la richesse de l'orfèvrerie gothique et le buste-relique le plus célèbre du monde. Un reliquaire se devant d'être une représentation idéale, il ne s'agit pas d'un portrait réaliste de Charlemagne.

## Description
Le buste-relique est réalisé en argent repoussé et partiellement doré. Le reliquaire renferme le crâne de Charlemagne, auquel il manque la mandibule. Il représente le buste de Charlemagne surmonté d'une couronne impériale sertie de pierres précieuses. Cette couronne fut donnée à la cathédrale par Richard de Cornouailles en 1262 « pour l'éternité » ; elle fit l'objet d'une restauration par August Witte en 1873. Les cheveux et la barbe sont dorés, et le visage et le cou sont accentués par de l'argent repoussé. Le corps du buste est parsemé d'aigles impériales damasquinés sur fond d'or. Le choix de ce meuble est une référence directe au reichsadler du Saint-Empire romain germanique, par lequel l'empereur se réclamait héritier de Charlemagne. Le vêtement est bordé d'une bande d'or sertie de pierres précieuses ; une partie de ces pierres sont des gemmes datant de l'Antiquité. Le buste de Charlemagne repose sur un socle octogonal décoré de fleurs de lys franconnes. Deux des faces du socle peuvent s'ouvrir pour découvrir le reliquaire à proprement parler.
La réalisation du buste de Charlemagne correspond à l'apogée de l'orfèvrerie mosanne, mais aussi des bustes-reliquaires naturalistes.

## Histoire

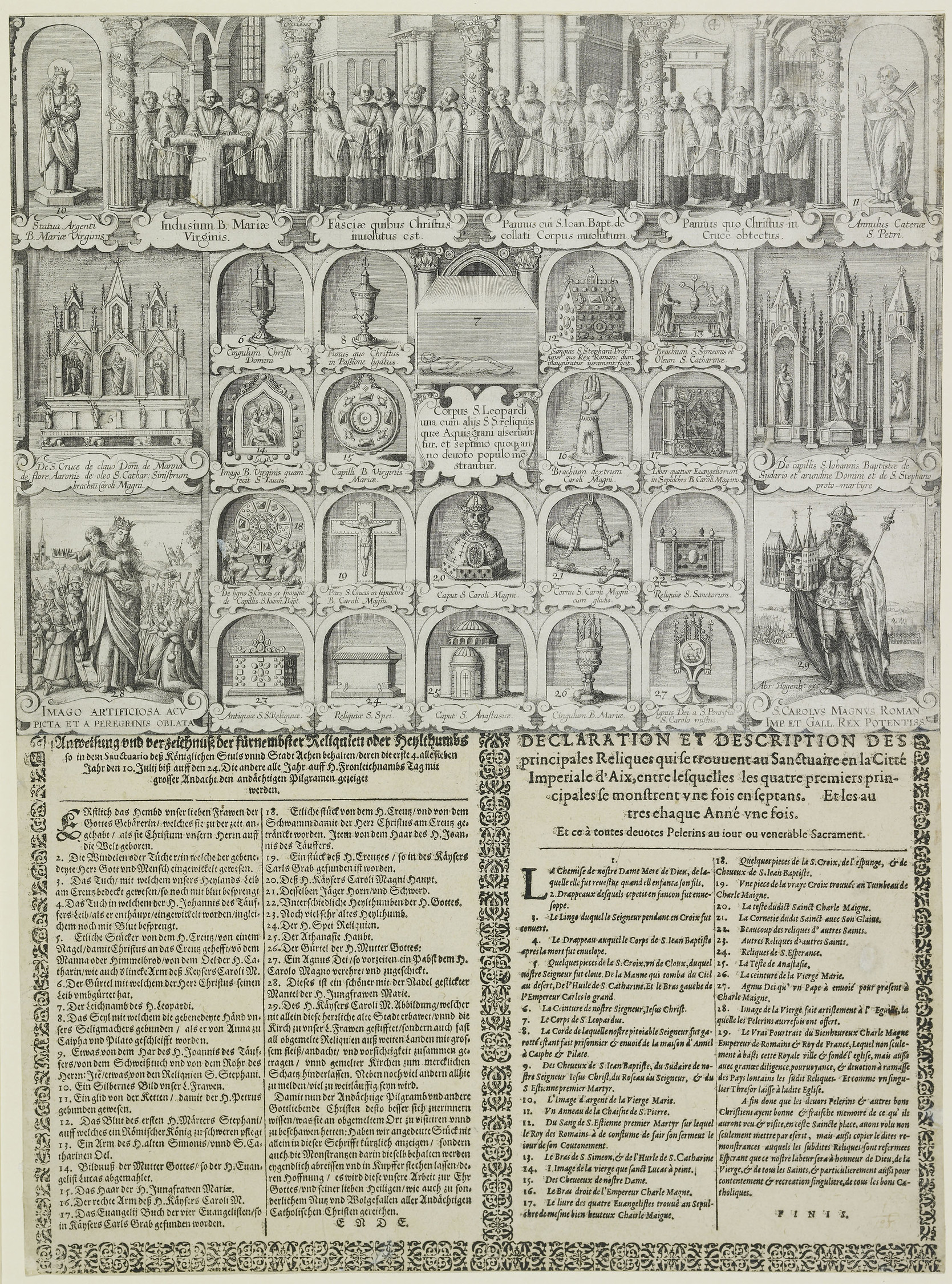
Wenceslaus Hollar, Les reliques d'Aix (dont le buste de Charlemagne).

Le buste de Charlemagne aurait été réalisé, selon la tradition aixoise, à l'occasion d'un parrainage de Charles IV lors de son sacre le 25 juillet 1349 à la cathédrale d'Aix-la-Chapelle. Bien que cette demande du monarque ne soit pas documentée, elle est tout à fait probable en considération de sa profonde admiration pour Charlemagne. Le reliquaire s'inscrit dans la longue tradition française des représentations royales du XIIIe siècle et présente une idéalisation artistique des empereurs francs, bien que le visage comporte des détails individualisés. Ces derniers sont particulièrement remarquables dans les portraits de Jean II de France. Il est fort possible que le concepteur du reliquaire soit un orfèvre d'Aix-la-Chapelle formé en France.
Le reliquaire était porté lors de processions et lors des couronnement, comme moyen de symboliser la succession légitime de Charlemagne : il était de fait adoré par les empereurs. L'emploi de gemmes antiques et de camée pour le reliquaire est une référence à l'idée importante au Moyen Âge selon laquelle l'empereur était l'héritier de la Rome antique : c'est dans cette tradition que s'inscrivaient Charlemagne, puis plus tard Charles IV. Les récentes recherches historiques montrent qu'il est très probable que Charles IV ait en réalité été sacré avec la couronne utilisée pour le buste-reliquaire, la couronne du Saint-Empire étant alors en possession de Louis IV de Bavière et de ses héritiers. La sangle tenant la croix est ajoutée ensuite. Sigismond de Luxembourg fut sacré en 1414 avec la couronne modifiée, bien qu'elle fasse, depuis près d'un siècle alors, partie intégrante du reliquaire. Un parallèle peut être fait avec la couronne de saint Venceslas, qui faisait partie du trésor des reliques de Venceslas de Bohême et était utilisée pour les couronnements.

## Présence
Aujourd'hui, le buste reliquaire de Charlemagne fait toujours partie du trésor de la cathédrale d'Aix-la-Chapelle, et il est encore utilisé dans sa fonction liturgique à l'occasion des importantes fêtes religieuses et des processions solennelles. Traditionnellement, il est aussi présenté à l’occasion de la remise du Prix international Charlemagne, qui récompense les personnes ayant contribué exceptionnellement à la promotion de l'intégration européenne.
Ce buste très populaire est majoritairement employé comme illustration pour Charlemagne. Il est également régulièrement employé par la ville d'Aix-la-Chapelle pour sa symbolique idéologique et historique. Il est aussi stylisé comme élément central du logo de la fondation du prix Charlemagne.